# Fuhrmannodesmus funiculus
Fuhrmannodesmus funiculus är en mångfotingart som beskrevs av Peters 1864. Fuhrmannodesmus funiculus ingår i släktet Fuhrmannodesmus och familjen Fuhrmannodesmidae. Inga underarter finns listade i Catalogue of Life.